# Inibidor do sistema renina-angiotensina-aldosterona

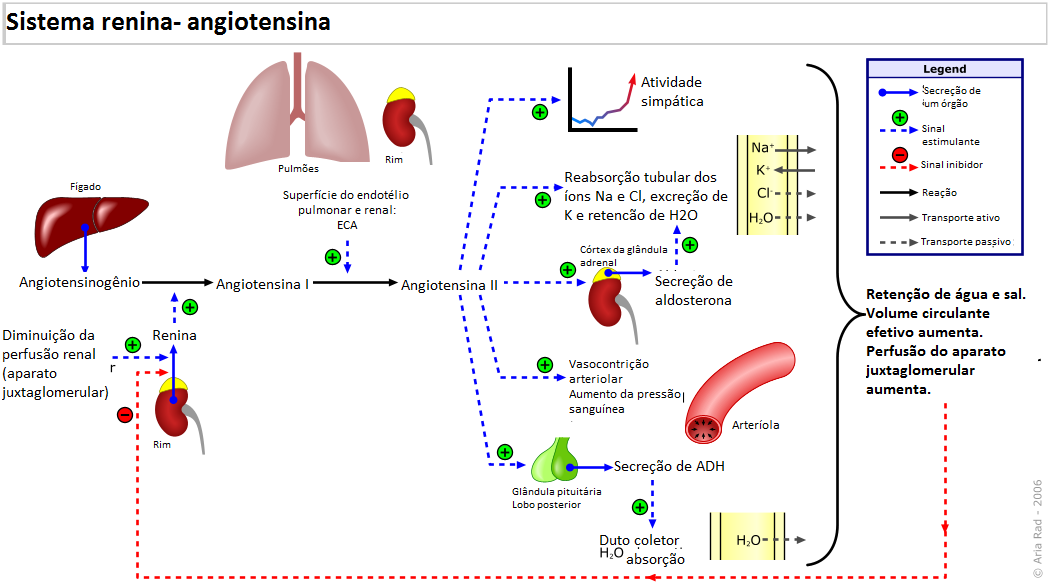
Sistema renina-angiotensina-aldosterona

Um Inibidor do sisema renina-angiotensina-aldosterona é toda a substância que tem a capacidade de frenar este sistema bioquímico em qualquer ponto da sua atividade.
Assim, são inibidores deste complexo sistema:
- inibidores da enzima de conversão da angiotensina (IECAs)
- antagonistas dos receptores da angiotensina II (ARAs-II)
- antagonistas da aldosterona
- Inibidores diretos da renina, dos quais só um está comercializado alisquireno[1]